# Gustavia (Gattung)
Gustavia ist eine Pflanzengattung in der Familie der Topffruchtbaumgewächse (Lecythidaceae). Die etwa 42 Arten sind im tropischen Südamerika verbreitet.

## Beschreibung

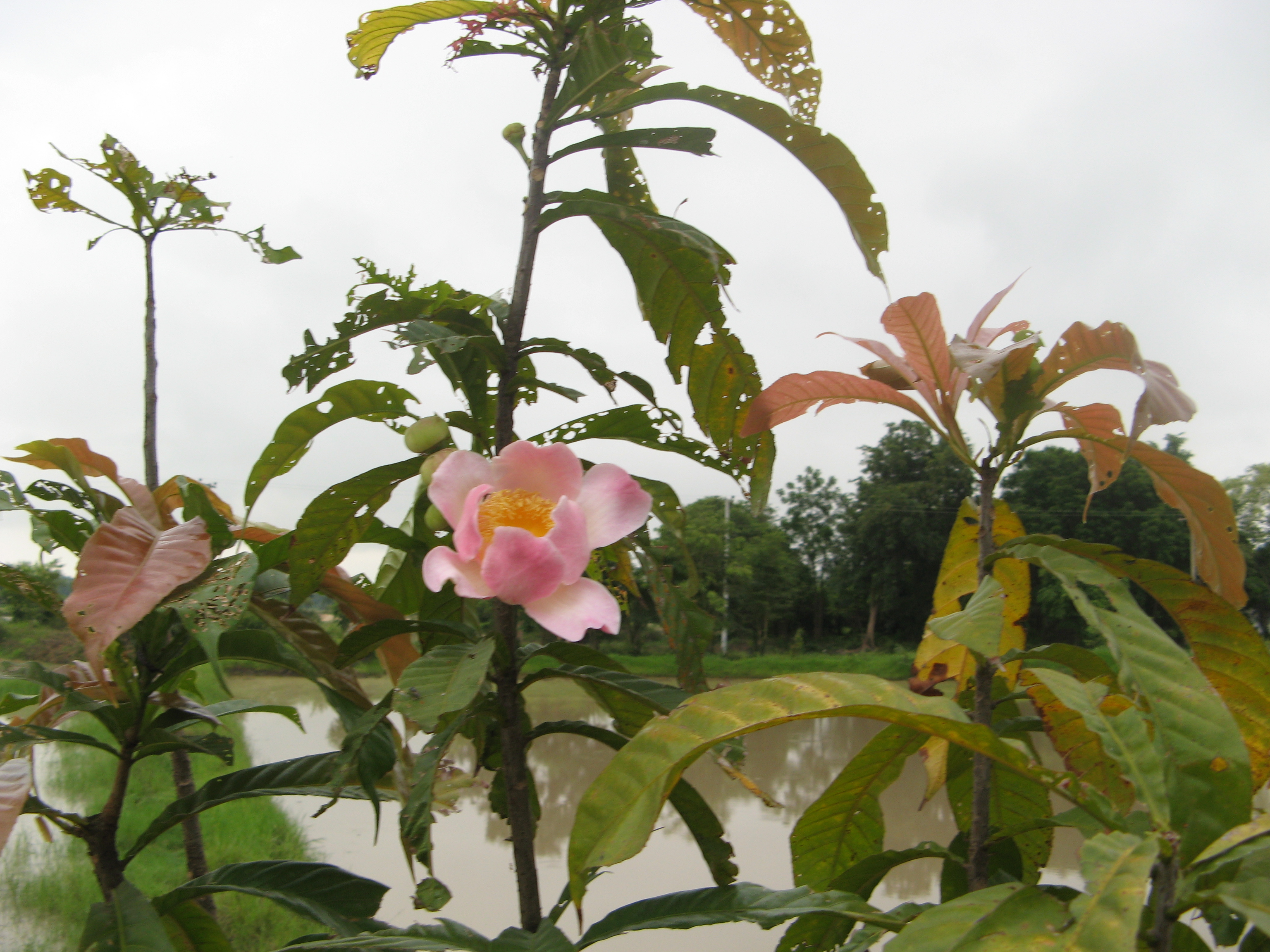
Gustavia superba

Die Gustavia-Arten sind Bäume, die in ihrer Größe von kleinen Bäumchen bis zu großen Pflanzen der Kronenschicht reichen. Das Verzweigungsmuster einiger Arten (etwa G. superba oder G. monocaulis) weicht vom gewohnten Bild eines Baumes ab: Die Bäume sind wenig bis gar nicht verzweigt, die wenigen Zweige sind proportional recht dick, die Blätter sind sehr groß (bis 120 Zentimeter lang) und an den Zweigenden gehäuft. Bei anderen Arten stehen die Blätter gleichmäßig verteilt an den Zweigen, der Kronenaufbau gleicht dem mitteleuropäischer Bäume.
Die gestielten Laubblätter sind einfach, ganzrandig oder gezähnt und glatt. Die Nervatur ist gefiedert und die Seitenadern laufen manchmal intramarginal zusammen.
Die zwittrigen Blüten stehen in traubigen bis rispigen und end-, achsel-, überachsel- oder astständigen, ramifloren Blütenständen zusammen. Es können mehr oder weniger haltbare Trag- und Vorblätter ausgebildet sein. Die sehr großen, meist duftenden Blüten mit doppelter Blütenhülle sind radiärsymmetrisch. Es sind bis 6 mehr oder weniger verwachsene Kelch- und 6–18 Kronblätter vorhanden. Auffällig sind die vielen (bis über 1000) im unteren Teil ringförmig verwachsenen, fertilen Staubblätter die mit den Staubbeuteln Richtung Blütenmitte gebogen sind, so dass eine torusförmige Struktur entsteht. Der mehrkammerige (bis 10) Fruchtknoten ist meist unterständig, mit vielen Samenanlagen pro Kammer. Der Griffel ist meist relativ kurz und die Narbe ist ganz bis gelappt.
Die rundlichen, beerenartigen Früchte öffnen sich bei der Reife nicht. Sie sind oben abgeflacht und mit einem Deckel (Operculum) sowie einem prominenten Ring. Sie enthalten 2 bis über 50 (gelegentlich auch nur einen) Samen die manchmal einen Arillus oder vergrößerten Funiculus besitzen. Die Samen liegen in einem manchmal essbaren Fruchtfleisch.

## Systematik und Verbreitung

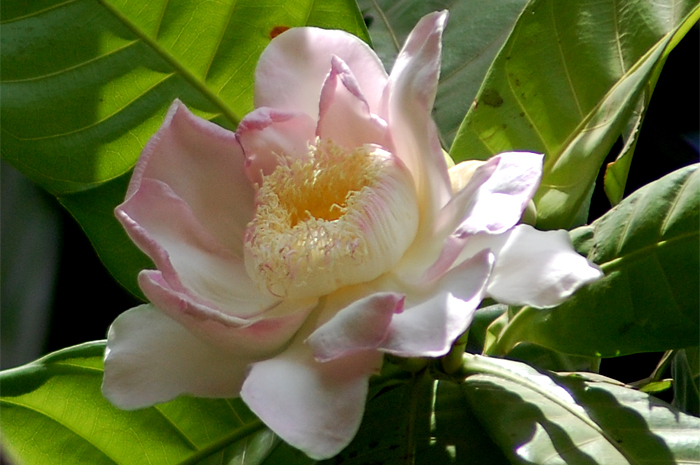
Blüte von Gustavia augusta

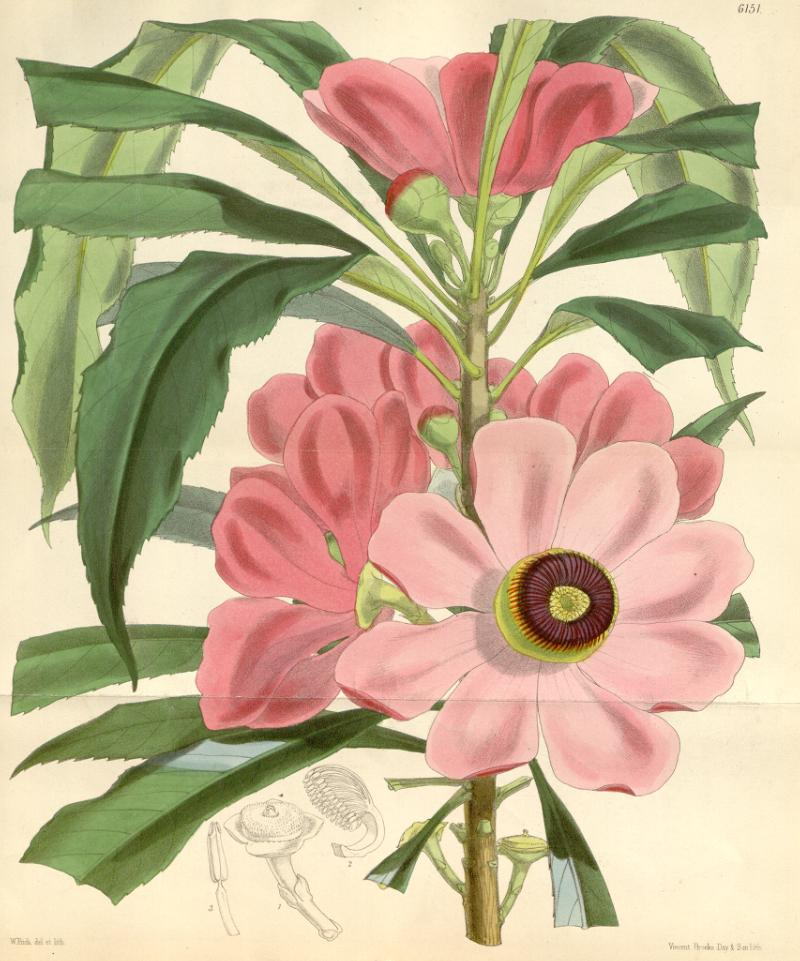
Illustration von Gustavia gracillima

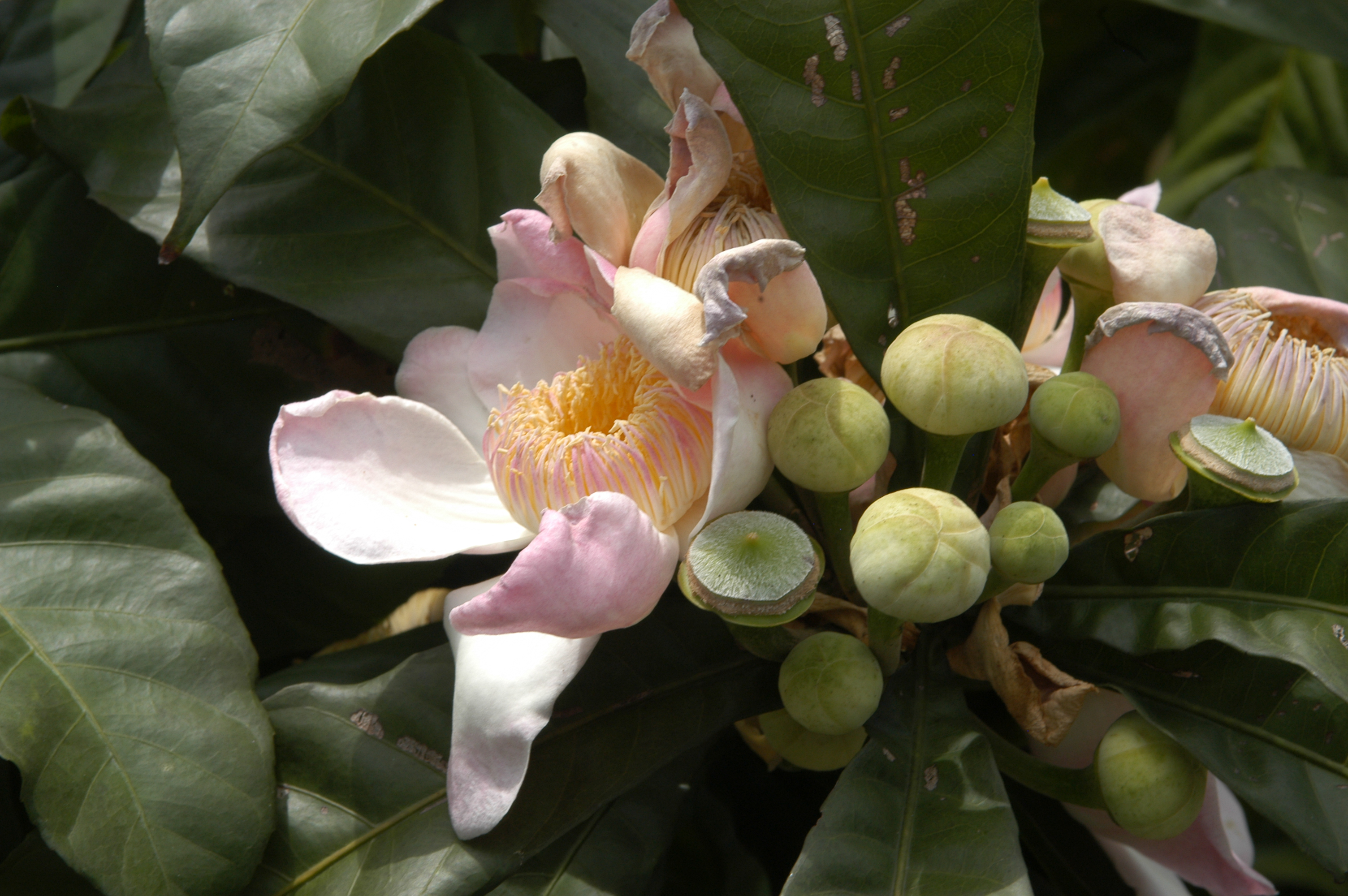
Blüten und Blütenknospen von Gustavia gracillima

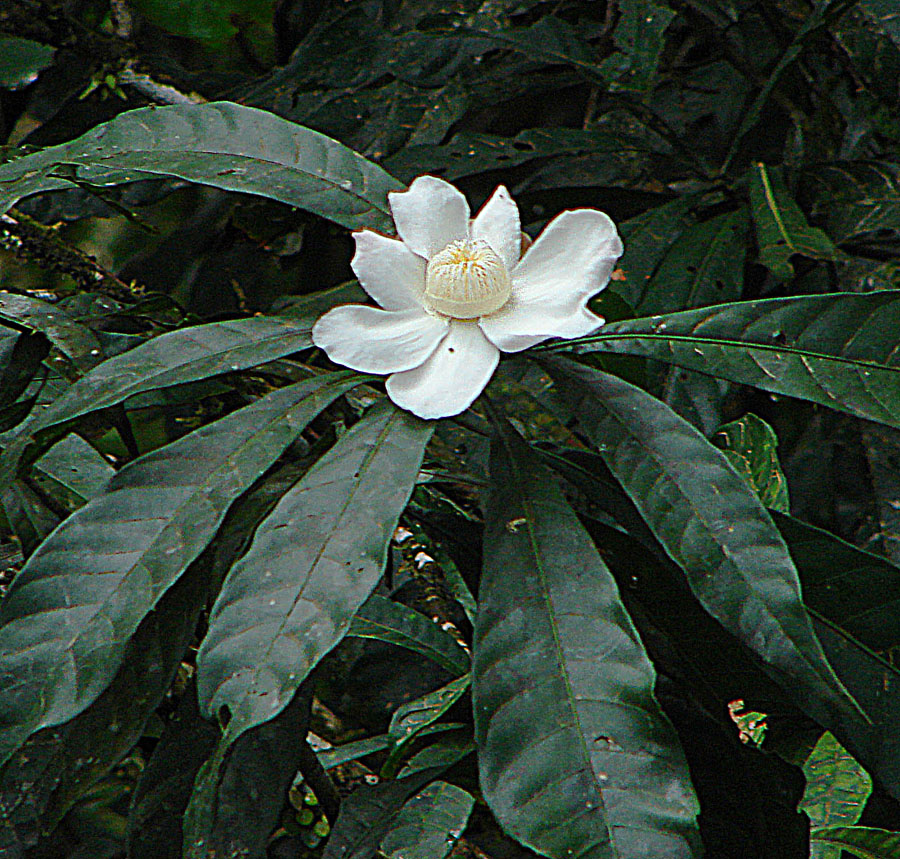
Gustavia hexapetala

Die Gattung Gustavia wurde 1775 durch Carl von Linné aufgestellt. Synonyme für Gustavia L. nom. cons. sind: Japarandiba Adans. nom. rej., Holopyxidium Scop., Perigaria Span., Pirigara Aubl., Spallanzania Neck.
Die Gustavia-Arten sind im nördlichen Südamerika verbreitet, von Panama südwärts durch die Anden bis nach Ecuador, sowie entlang der Karibikküste und im Amazonastiefland. Sie besiedeln sowohl überschwemmte als auch besser drainierte Standorte (terra firme). Einige Arten wie Gustavia superba kommen auch an gestörten Standorten außerhalb geschlossener Wälder vor, was für die Topffruchtbaumgewächse eher ungewöhnlich ist.
Es gibt etwa 42 Gustavia-Arten:
- Gustavia acuminata S.A.Mori: Sie kommt vom südlichen Venezuela bis zum Roraima in Brasilien vor.[1]
- Gustavia angustifolia Benth.: Sie kommt vom westlichen Kolumbien bis zum nordwestlichen Ecuador vor.[1]
- Gustavia augusta L.: Sie ist im tropischen Südamerika verbreitet.[1]
- Gustavia brachycarpa Pittier: Sie  kommt in Costa Rica und in Panama vor.[1]
- Gustavia coriacea S.A.Mori: Sie kommt in Venezuela vor.[1]
- Gustavia dodsonii S.A.Mori: Die Heimat ist das nordwestliche Ecuador.[1]
- Gustavia dubia (Kunth) O.Berg: Sie kommt in Panama und in Kolumbien vor.[1]
- Gustavia elliptica S.A.Mori: Sie kommt im nördlichen Brasilien vor.[1]
- Gustavia erythrocarpa S.A.Mori: Sie kommt nur im brasilianischen Bundesstaat Pará vor.[1]
- Gustavia excelsa R.Knuth: Die Heimat ist Kolumbien.[1]
- Gustavia flagellata S.A.Mori: Sie kommt in zwei Varietäten im nördlichen Venezuela vor.[1]
- Gustavia foliosa Cuatrec.: Sie kommt von Kolumbien bis Ecuador vor.[1]
- Gustavia fosteri S.A.Mori: Die Heimat ist Panama.[1]
- Gustavia gentryi S.A.Mori: Sie kommt in Kolumbien vor.[1]
- Gustavia gigantophylla Sandwith: Sie kommt von Venezuela bis Guayana vor.[1]
- Gustavia gracillima Miers: Die Heimat ist das westliche Kolumbien.[1]
- Gustavia gracillipes R.Knuth: Sie kommt in Kolumbien vor.[1]
- Gustavia grandibracteata Croat & S.A.Mori: Sie kommt in Panama und in Kolumbien vor.[1]
- Gustavia hexapetala (Aubl.) Sm.: Sie kommt im tropischen Südamerika vor.[1]
- Gustavia inakuama S.A.Mori: Sie kommt in Peru vor.[1]
- Gustavia latifolia Miers: Die Heimat ist Kolumbien.[1]
- Gustavia longifolia Poepp. ex O.Berg: Sie kommt vom westlichen Südamerika bis zum nördlichen Brasilien vor.[1]
- Gustavia longifuniculata S.A.Mori: Die Heimat ist Kolumbien.[1]
- Gustavia longepetiolata Huber: Sie kommt nur im brasilianischen Bundesstaat Pará vor.[1]
- Gustavia macarenensis Philipson: Sie kommt in zwei Unterarten von Kolumbien bis Venezuela und dem nördlichen Peru vor.[1]
- Gustavia monocaulis S.A.Mori: Sie kommt in Panama und Kolumbien vor.[1]
- Gustavia nana Pittier: Sie kommt in zwei Unterarten von Panama bis ins nordwestlichen Kolumbien vor.[1]
- Gustavia parviflora S.A.Mori: Sie kommt in Venezuela vor.[1]
- Gustavia petiolata S.A.Mori: Die Heimat ist das westliche Kolumbien.[1]
- Gustavia poeppigiana O.Berg: Sie kommt im tropischen Südamerika vor.[1]
- Gustavia pubescens Ruiz & Pav. ex O.Berg: Die Heimat ist das nordwestliche Ecuador.[1]
- Gustavia pulchra Miers: Sie kommt vom südlichen Venezuela bis ins nördliche Brasilien vor.[1]
- Gustavia romeroi S.A.Mori & García-Barr.: Sie kommt in Kolumbien vor.[1]
- Gustavia santanderiensis R.Knuth: Die Heimat ist Kolumbien.[1]
- Gustavia serrata S.A.Mori: Die Heimat ist Ecuador.[1]
- Gustavia sessilis S.A.Mori: Die Heimat ist das nordwestliche Kolumbien.[1]
- Gustavia speciosa (Kunth) DC.: Sie kommt von Kolumbien bis Ecuador vor.[1]
- Gustavia superba (Kunth) O.Berg: Sie ist von Panama über Kolumbien bis ins nordwestliche Ecuador verbreitet.[1]
- Gustavia tejerae R.Knuth: Sie kommt in Venezuela vor.[1]
- Gustavia terminaliflora S.A.Mori: Sie kommt im nördlichen Peru vor.[1]
- Gustavia verticillata Miers: Sie kommt in Panama und Kolumbien vor.[1]